# Sobiesław Zbierski
Sobiesław Zbierski (ur. 1926 zm. 14 lutego 2004) – polski inżynier mechanik, prezes Stowarzyszenia Inżynierów i Techników Mechaników Polskich.

## Życiorys
Mimo bardzo młodego wieku, był przez dwa lata żołnierzem Armii Krajowej i uczestnikiem powstania warszawskiego, został odznaczony Krzyżem Armii Krajowej i odznaką pamiątkową Akcji Burza.
Sobiesław Zbierski był konstruktorem, technologiem, szefem produkcji oraz dyrektorem biura projektowego przemysłu obrabiarkowego. Był również dyrektorem zjednoczenia przemysłu obrabiarkowego ds. inwestycji, kierownikiem zakładu automatyzacji w ośrodku badawczo-rozwojowym.
Do SIMP wstąpił w 1947 r. W kolejnych latach pełnił w stowarzyszeniu takie funkcje jak: przewodniczący koła zakładowego SIMP, przewodniczący sekcji naukowo-technicznej, przewodniczący oddziału wojewódzkiego, członek zarządu głównego Stowarzyszenia, przewodniczący Zarządu Głównego SIMP (1963-1965 oraz 1969-1975), sekretarz generalny (1990-1992). W latach 1963–1965, oraz 1969–1975 pełnił funkcję prezesa SIMP.
Zasłużył się w odbudowie Zamku w Rydzynie, który został dźwignięty z ruin dzięki staraniom SIMP w latach 1970–1988.
Na jednym z korytarzy rydzyńskiego zamku znajduje się tablica pamiątkowa poświęcona inż. Sobiesławowi Zbierskiemu.

## Odznaczenia
- Krzyż Komandorski Orderu Odrodzenia Polski
- Krzyż Armii Krajowej
- Odznaka bojowa Akcji Burza
- Złota Honorowa Odznaka SIMP
- Złota Honorowa Odznaka NOT
- Odznaka im. prof. Henryka Mierzejewskiego
- Członek honorowy SIMP
- Odznaka Zasłużony dla Warszawy
- Odznaka Zasłużony dla Województwa opolskiego
- Odznaka Zasłużony dla Województwa leszczyńskiego
- Odznaka Zasłużony dla Województwa szczecińskiego
- Członkostwo honorowe Węgierskiego Stowarzyszenia Inżynierów Mechaników - GTE